# 밥 홀리
하드코어 할리(Hardcore Holly)는 본명은 로버트 윌리엄 밥 할리(Robert William Bob Howard, 1963년 1월 29일 ~ )며 미국의 프로레슬링 선수다. 1987년 프로레슬링 입문을 했다.

## 신체 사항
키 183cm
몸무게 106kg

## 수상
- WWE 월드 태그팀 챔피언 (구 버전) 3회
- WWE 하드코어 챔피언 6회